# Diocesi di Bethlehem
La diocesi di Bethlehem (in latino Dioecesis Bethlehemensis) è una sede della Chiesa cattolica in Sudafrica suffraganea dell'arcidiocesi di Bloemfontein. Nel 2022 contava 59.398 battezzati su 821.577 abitanti. È retta dal vescovo Jan de Groef, M.Afr.

## Territorio
La diocesi si trova nella provincia sudafricana dello Stato libero (Free State), e comprende le seguenti unità amministrative: Bethlehem, Clocolan, Ficksburg, Fouriesburg, Frankfort, Harrismith, Lindley, Reitz, Senekal, Vrede, Phuthaditjhaba (Qwaqwa), e parte di Ladybrand.
Sede vescovile è la città di Bethlehem, dove si trova la cattedrale del Cuore Immacolato di Maria.
Il territorio si estende su 34.965 km² ed è suddiviso in 13 parrocchie.

## Storia
Il vicariato apostolico di Bethlehem fu eretto il 12 febbraio 1948 con la bolla In christianum di papa Pio XII, ricavandone il territorio dal vicariato apostolico di Kroonstad (oggi diocesi).
L'11 gennaio 1951 il vicariato apostolico è stato elevato a diocesi con la bolla Suprema Nobis dello stesso papa Pio XII.
Il 13 maggio 1974, con la lettera apostolica Beata Maria Virgo Deipara, papa Paolo VI ha confermato la Beata Maria Vergine, venerata con il titolo del Cuore Immacolato, patrona principale della diocesi.

## Cronotassi dei vescovi
Si omettono i periodi di sede vacante non superiori ai 2 anni o non storicamente accertati.
- Léon Klerlein, C.S.Sp. † (12 febbraio 1948 - 9 dicembre 1948 deceduto)
- Peter Kelleter, C.S.Sp. † (12 marzo 1950 - 5 luglio 1975 dimesso)
- Hubert Bucher † (9 dicembre 1976 - 31 dicembre 2008 ritirato)
- Jan de Groef, M.Afr., dal 31 dicembre 2008

## Statistiche
La diocesi nel 2022 su una popolazione di 821.577 persone contava 59.398 battezzati, corrispondenti al 7,2% del totale.
| anno | popolazione | popolazione | popolazione | presbiteri | presbiteri | presbiteri | presbiteri                | diaconi | religiosi | religiosi | parrocchie |
| anno | battezzati  | totale      | %           | numero     | secolari   | regolari   | battezzati per presbitero | diaconi | uomini    | donne     | parrocchie |
| ---- | ----------- | ----------- | ----------- | ---------- | ---------- | ---------- | ------------------------- | ------- | --------- | --------- | ---------- |
| 1950 | 10.141      | 260.000     | 3,9         | 235        | 3          | 232        | 43                        |         |           |           | 2          |
| 1957 | 15.773      | 347.000     | 4,5         | 27         |            | 27         | 584                       |         | 30        | 30        | 5          |
| 1970 | 33.860      | 430.800     | 7,9         | 28         |            | 28         | 1.209                     |         | 33        | 35        |            |
| 1980 | 62.712      | 491.000     | 12,8        | 20         | 1          | 19         | 3.135                     |         | 22        | 31        | 13         |
| 1990 | 59.775      | 617.000     | 9,7         | 23         | 6          | 17         | 2.598                     | 4       | 21        | 49        | 25         |
| 1999 | 67.858      | 780.000     | 8,7         | 25         | 7          | 18         | 2.714                     | 5       | 18        | 76        | 36         |
| 2000 | 77.254      | 790.000     | 9,8         | 22         | 7          | 15         | 3.511                     | 5       | 15        | 68        | 12         |
| 2001 | 71.303      | 843.000     | 8,5         | 26         | 10         | 16         | 2.742                     | 5       | 16        | 75        | 14         |
| 2002 | 71.912      | 895.792     | 8,0         | 24         | 12         | 12         | 2.996                     | 5       | 12        | 65        | 14         |
| 2003 | 73.371      | 915.650     | 8,0         | 26         | 12         | 14         | 2.821                     | 5       | 14        | 72        | 14         |
| 2004 | 75.566      | 935.912     | 8,1         | 24         | 13         | 11         | 3.148                     | 5       | 11        | 65        | 14         |
| 2006 | 77.600      | 946.000     | 8,2         | 24         | 16         | 8          | 3.233                     | 5       | 10        | 62        | 14         |
| 2012 | 77.000      | 1.003.000   | 7,7         | 28         | 19         | 9          | 2.750                     | 5       | 14        | 50        | 12         |
| 2015 | 79.800      | 1.039.000   | 7,7         | 21         | 17         | 4          | 3.800                     | 4       | 9         | 44        | 13         |
| 2018 | 80.880      | 1.051.340   | 7,7         | 21         | 17         | 4          | 3.851                     | 1       | 4         | 40        | 13         |
| 2020 | 66.000      | 862.613     | 7,7         | 22         | 18         | 4          | 3.000                     | 4       | 4         | 36        | 13         |
| 2022 | 59.398      | 821.577     | 7,2         | 18         | 17         | 1          | 3.299                     | 2       | 1         | 33        | 13         |